# Condock

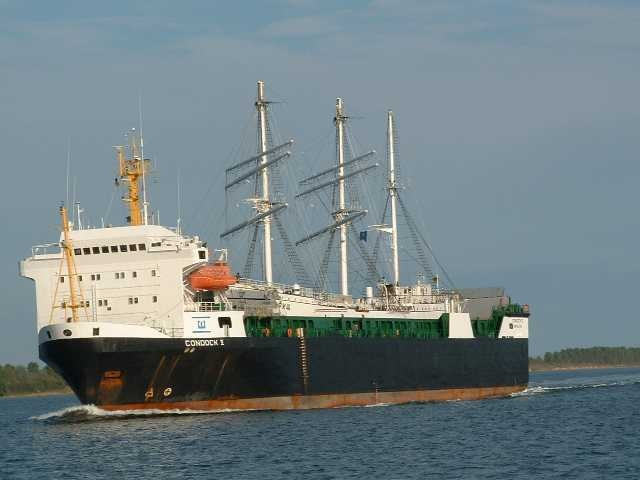
Die Condock V beladen mit dem Segelschiff Gorch Fock I / Towarisch

Condock bezeichnet eine Reederei und ihre Flotte von vier Dockschiffen der Hamburger Reederei W. Bauer. Die Schiffe sind durch ihre Bauart in der Lage, übergroße (insbesondere auch überhohe) und schwimmende Ladung zu befördern. „Condock“ ist eine Zusammensetzung aus den Worten „Container“ und „Dock“. Condock wurde 2007/2008 von Harren & Partner aufgekauft.

## Beschreibung
Der Laderaum der Schiffe kann mit Pontonlukendeckeln nach oben verschlossen werden. Es besteht aber auch die Möglichkeit, die Pontonlukendeckel auf der Luke zu stapeln, und somit auch überhohe Ladungen zu befördern. Da die Schiffe ihre Brücke vorne haben, ist dies auch möglich, ohne dass es dadurch zu einer Einschränkung der Sicht kommt.
Die Schiffe, die zwischen 1979 und 1984 nahezu baugleich in Deutschland gebaut wurden, können die unterschiedlichsten Ladungsgüter befördern.

### Konventionelle Ladung
Im Laderaum kann, wie bei herkömmlichen Stückgut- oder Multi-Purpose-Schiffen, konventionelle Ladung aller Art geladen werden. Die Höhe der Ladung ist dabei durch die Möglichkeit, mit offenem Laderaum zu fahren, praktisch nicht beschränkt. Dadurch ergibt sich die Möglichkeit, auch überhohe Ladungen zu befördern (z. B. Projektladungen, Anlagen, aber auch komplette Kräne).

### Rollende Ladung
Über eine Heckrampe können alle Arten von rollender Ladung geladen werden. Wie bei der konventionellen Ladung ist es auch hier möglich, besonders hohe Ladungen zu verladen und befördern.

### Container
Container können sowohl im Raum, als auch an Deck geladen werden. Wird konventionelle oder rollende Ladung im Raum befördert, die die Laderaumhöhe nicht überschreitet (der Laderaum also mit den Lukendeckeln verschlossen werden kann), können zusätzlich Container an Deck befördert werden.

### Schwimmende Ladung
Die Spezialität der Condock-Schiffe ist das Befördern von schwimmender Ladung. Die Schiffe können durch das Fluten von entsprechenden Tanks soweit abgesenkt werden, dass schwimmende Ladung über die geöffnete Heckklappe in den Laderaum eingeschwommen werden kann. Auf diesem Weg können komplette Schiffe befördert werden, die nicht breiter als der Laderaum des jeweiligen Condock-Schiffs sind. Da die Condock-Schiffe auch mit geöffneter Heckklappe fahren können, ist es möglich, Schiffe zu befördern, die etwas länger als der Laderaum sind.

## Technische Daten
|                                  | Condock I                         | Condock III                       | Condock IV                        | Condock V              |
| -------------------------------- | --------------------------------- | --------------------------------- | --------------------------------- | ---------------------- |
| Länge ü.a.                       | 92,40 m                           | 106,40 m                          | 106,00 m                          | 106,00 m               |
| Breite                           | 20,13 m                           | 20,40 m                           | 20,40 m                           | 20,40 m                |
| Tiefgang                         | max. 4,83 m                       | max. 4,83 m                       | max. 4,98 m                       | max. 4,98 m            |
| Vermessung (BRZ/NRZ)             | 4939/1481                         | 6705/2011                         | 6786/2035                         | 6783/2714              |
| Tragfähigkeit (Dwt)              | 3603                              | 4344                              | 4490                              | 4762                   |
| Geschwindigkeit                  | ca. 10,5 kn                       | ca. 11 kn                         | ca. 11 kn                         | ca. 11 kn              |
| IMO-Nr.                          | 7812749                           | 8215613                           | 8324701                           | 733608                 |
| Baujahr                          | 1979                              | 1983                              | 1984                              | 1984                   |
| Bauwerft                         | Nobiskrug, Rendsburg              | Husumer Schiffswerft              | Rickmers-Werft, Bremerhaven       | Nobiskrug, Rendsburg   |
| Container im Raum (in TEU)       | 128                               | 228 *                             | 464                               | 238                    |
| Container an Deck (in TEU)       | 231                               | 224                               | 233                               | 240                    |
| Abmessungen Heckrampe            | 10 × 13 m                         | 11 × 15 m                         | 11 × 15 m                         | 11 × 15 m              |
| Heckrampe belastbar bis          | 300 t                             | 650 t                             | 650 t                             | 650 t                  |
| Lukenabmessungen                 | 73,80 × 15,00 m                   | 86,65 × 15,00 m                   | 86,65 × 15,00 m                   | 86,65 × 15,00 m        |
| Abmessungen Laderaum (L × B × H) | 72,90 × 15,00 × 6,35 m            | 85,50 × 15,00 × 7,85 m            | 85,50 × 15,00 × 7,90 m            | 85,50 × 15,00 × 7,90 m |
| Krane                            | 2 Krane an Stb.                   | 2 Krane an Stb.                   | 2 Krane an Bb.                    | -ohne-                 |
| Kapazität                        | max. 63 t (kombiniert max. 126 t) | max. 63 t (kombiniert max. 126 t) | max. 80 t (kombiniert max. 160 t) |                        |

* Die Condock III kann mit Zwischendeck 422 TEU im Raum befördern

## Verbleib der Schiffe

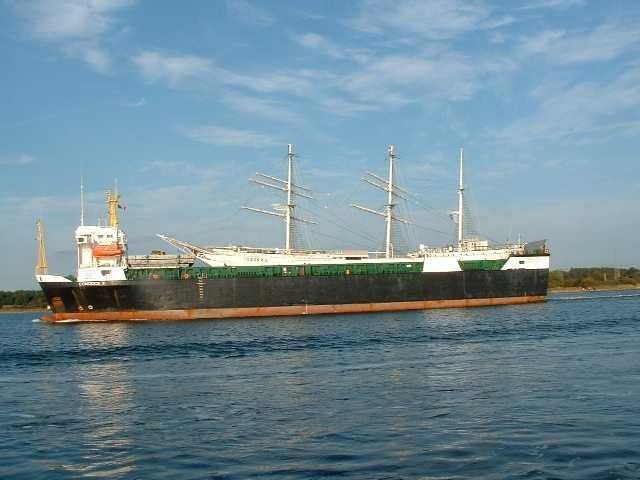
Condock V mit der Gorch Fock I / Towarisch

### Condock I
Die Condock I wurde 2007 an die Glenn Defence Marine (Asia) Pte. Ltd. in Singapur verkauft. Nachdem das Schiff am 14. März 2007 in Rotterdam übergeben wurde, benannte man es in Glenn Warrior um und brachte es unter die Flagge Panamas. Schon Ende 2008 wurde das Schiff erneut in die Reedereigruppe Harren & Partner transferiert und unter dem Namen Condock I integriert. Ab 7. Dezember 2010 wurde es in Indien verschrottet.

### Condock II
Die 1979 ebenfalls als Dockschiff bei Nobiskrug in Rendsburg gebaute Condock II (IMO-Nr. 7904932) wurde 1984 umgebaut und auf 111,37 m verlängert. 1989 wurde das Schiff erneut umgebaut und kam als Trenchsetter unter die Flagge Panamas. Ab 2005 hieß das Schiff Sea Installer und fuhr für das dänische Unternehmen A2SEA, das es für den Bau von Offshore-Windparks umbauen ließ. Mittlerweile ist das Schiff als The Explorer unter der Flagge von St. Vincent und den Grenadinen in Fahrt.

### Condock IVundCondock V
Die Condock IV und die Condock V wurden 2007/2008 von der Reederei Harren & Partner mitübernommen.